# Kimbirila Nord
Pour l’article homonyme, voir Kimbirila Sud.
Kimbirila Nord est une sous-préfecture du nord ouest de la Côte d'Ivoire, située dans le canton Bôdougou, et appartenant au département de Minignan, dans la région du Folon, district du Denguélé. La localité de Kimbirila Nord comprend 6 villages à savoir : Tiéfinzo, Naguina, konéla, Lélé, Konla, Sanzanou.
Elle constitue la terre des Doumbia qui vivent en parfaite harmonie avec les familles Ballo, Diarrassouba, Traoré..., etc.